# Verkehrsbetriebe Zürichsee und Oberland

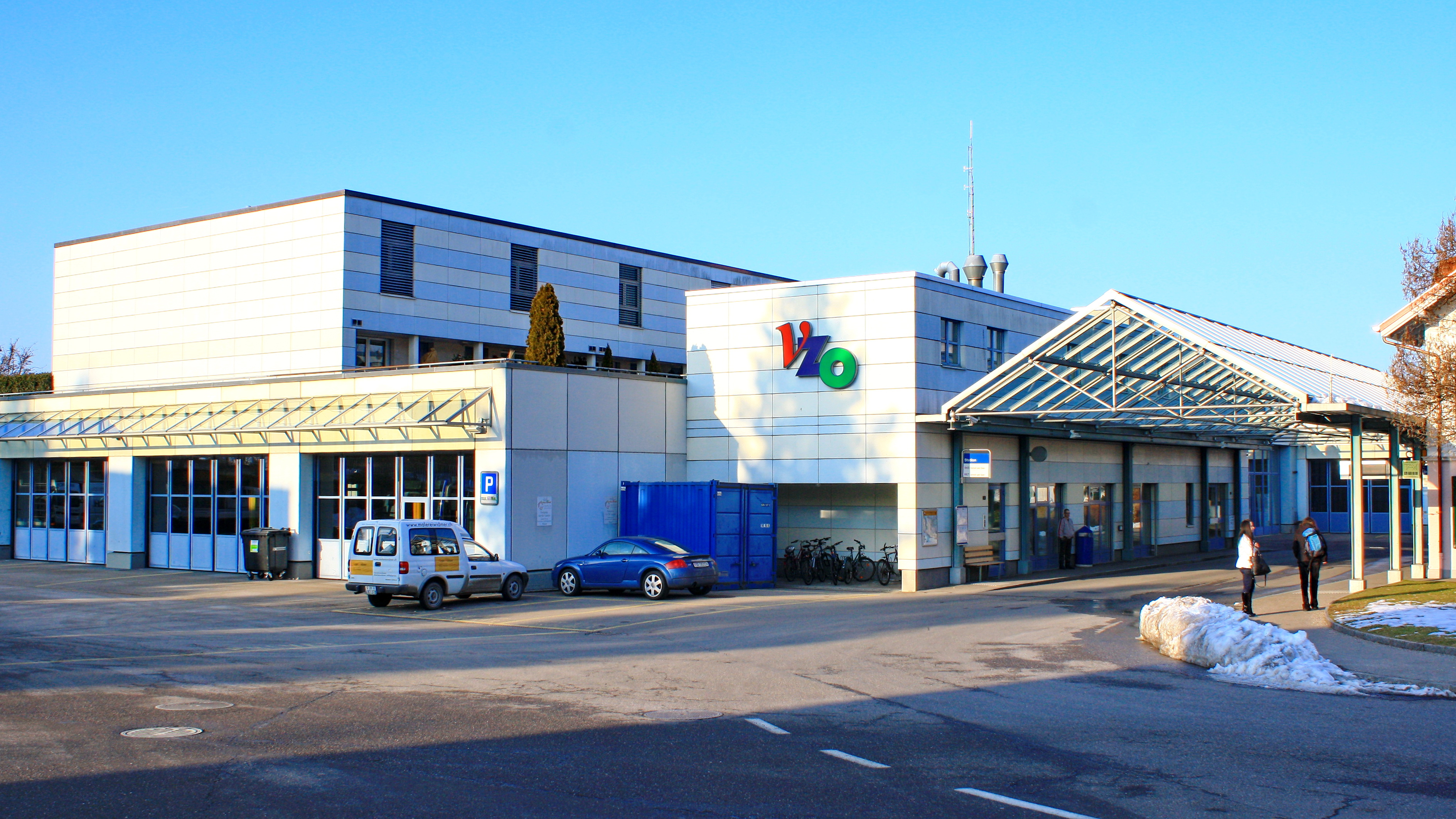
Hauptsitz in Grüningen

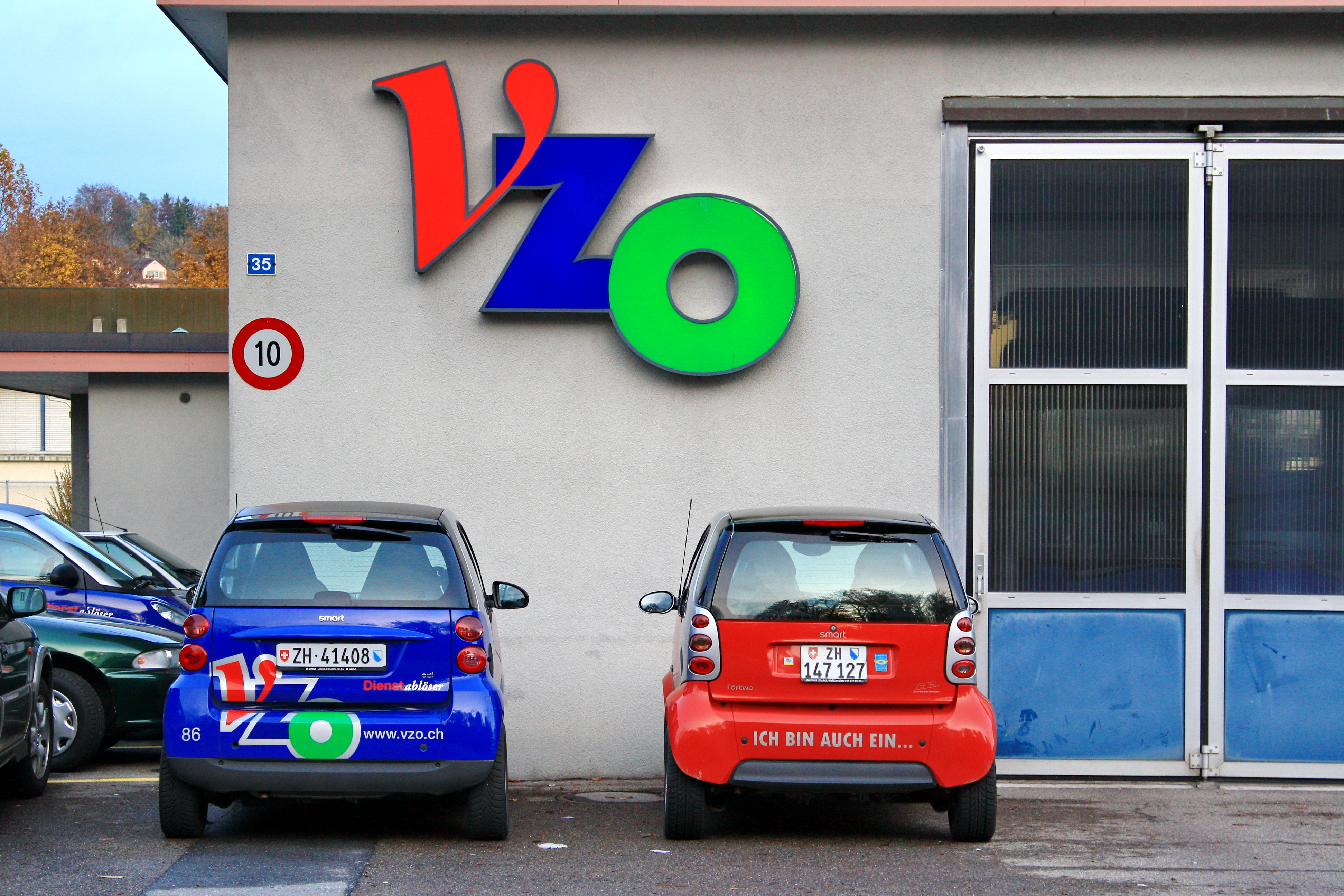
Busdepot in Rüti ZH

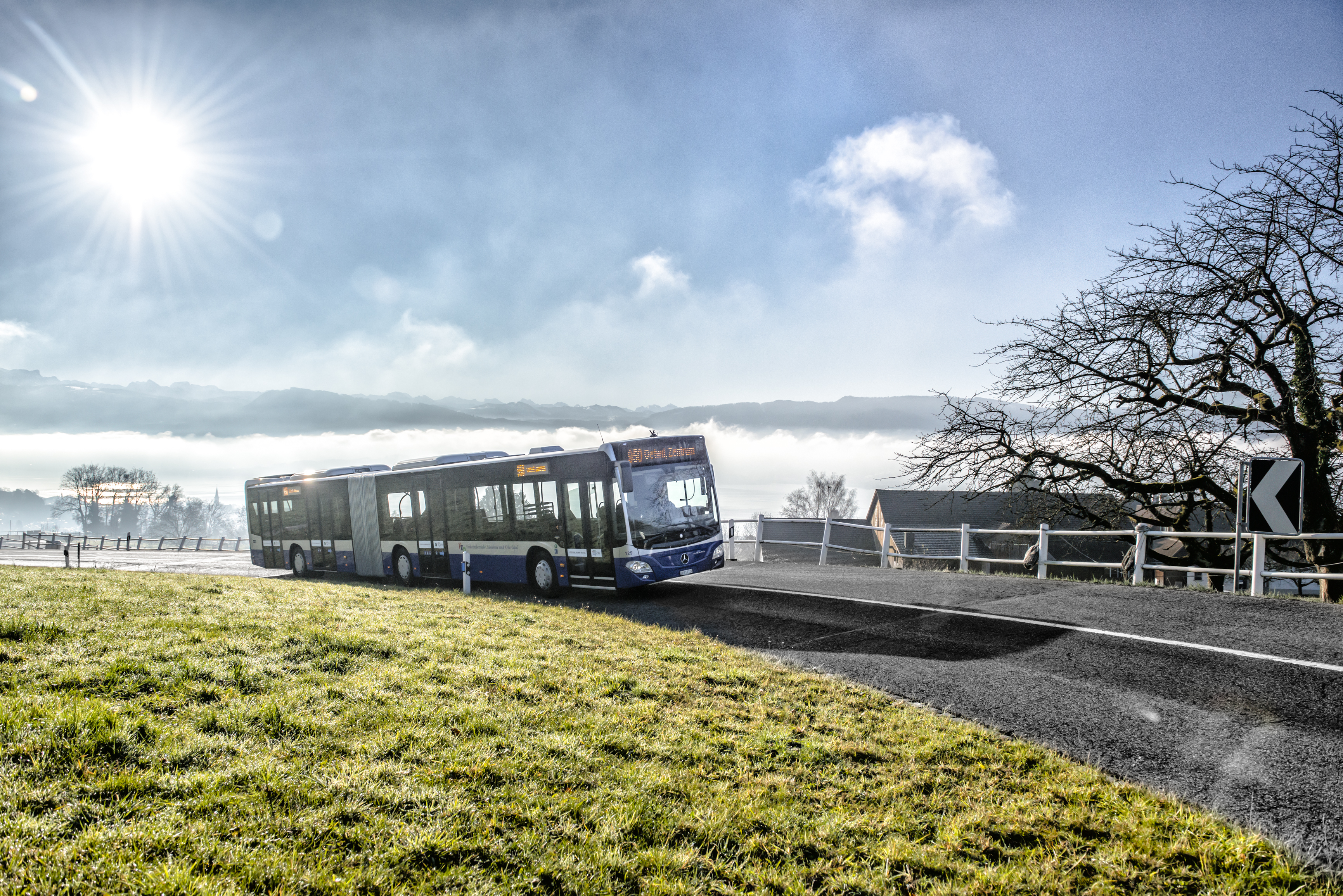
VZO-Gelenkbus oberhalb von Stäfa

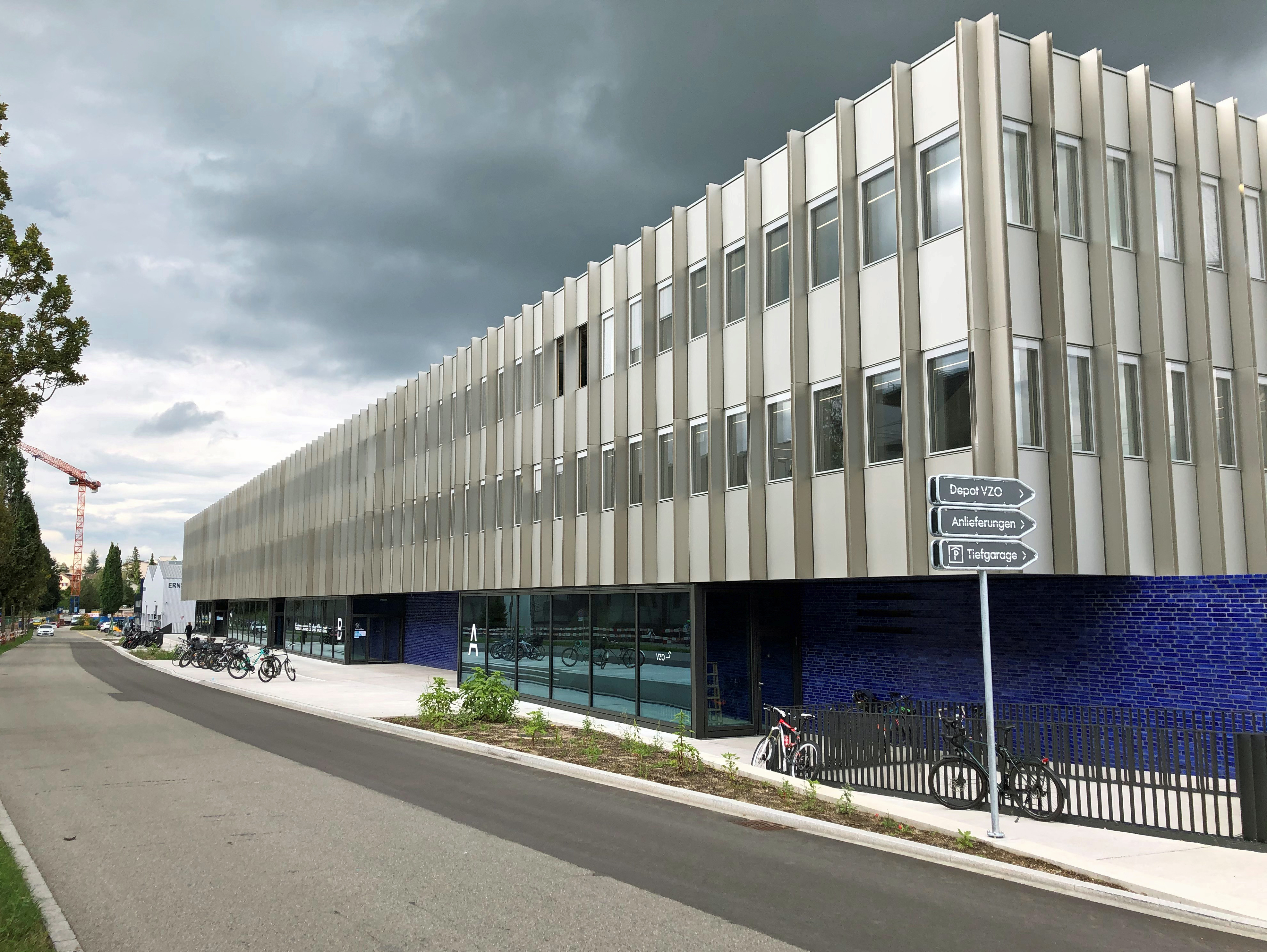
Seit 2020: Neues Busdepot mit Schulhaus in Wetzikon

Die Verkehrsbetriebe Zürichsee und Oberland (VZO) betreiben im Auftrag des Zürcher Verkehrsverbundes den öffentlichen Busverkehr im Raum Zürcher Oberland und Zürichsee.

## Geschichte
Die VZO wurden 1946 unter dem Namen Verkehrsbetriebe Zürcher Oberland gegründet. Zwei Jahre später, nachdem das Zürcher Volk der Reorganisation der Nebenbahnen im Zürcher Oberland zugestimmt hatte, übernahmen sie die Linien der dannzumal stillgelegten Uerikon-Bauma-Bahn (UeBB), 1949 der Uster-Oetwil-Bahn (UOeB) und ab 1950 Männedorf–Wetzikon der Wetzikon-Meilen-Bahn (WMB).
Die erste Busstrecke wurde mit sieben Chauffeuren und vier Bussen aufgenommen. Das erste Rollmaterial bestand aus einem FBW-Sattelschlepper für wahlweise Personen- oder Güterverkehr aus den Beständen der UeBB sowie verspätet abgelieferten Alfa-Romeo-Autobussen.
Bis 1982 wurde das Netz schrittweise ausgebaut und mit Fahrzeugen von FBW betrieben. Seither kommen Mercedes- und MAN-Autobusse zum Einsatz. Seit 1990 gehören die VZO als Marktverantwortliches Unternehmen (MVU) zum Zürcher Verkehrsverbund (ZVV).
Seit Dezember 2008 betreiben die VZO die Linien des Stadtbusses Rapperswil-Jona.
Am 15. Dezember 2019 nahmen die VZO das neue Busdepot an der Schellerstrasse in Wetzikon ZH in Betrieb.

## Aktuell
2023 beschäftigten die VZO 347 Mitarbeitende, davon 285 Personen im Fahrdienst. Mit 104 Fahrzeugen auf 64 Linien wurden 448 Haltestellen bedient. Dazu kamen 9 Nachtbuslinien.
Die VZO verzeichneten während mehrerer Jahre eine stete Zunahme an Fahrgästen. Im Jahr 2020 sank die Anzahl Fahrgäste von 22,6 Mio. um 26 % auf 16,7 Mio. Grund dafür war die COVID-19-Pandemie. 2021 stieg die Anzahl Fahrgäste auf 18,6 Mio. Personen. 2023 transportierten die VZO das erste Mal über 25 Millionen Fahrgäste in einem Jahr.
Die Kernaufgabe des Unternehmens besteht darin, die Anschlüsse zu den S-Bahnen von und nach Zürich sicherzustellen.

## Fahrgast-Zahlen
| Fahrgäste | 2004 | 2005 | 2006 | 2007 | 2008 | 2009 | 2010 | 2011 | 2012 | 2013 |
| --------- | ---- | ---- | ---- | ---- | ---- | ---- | ---- | ---- | ---- | ---- |
| in Mio.   | 12,9 | 13,7 | 14,8 | 15,8 | 16,7 | 18,6 | 18,9 | 19,0 | 20,7 | 20,9 |

| Fahrgäste | 2014 | 2015 | 2016 | 2017 | 2018 | 2019 | 2020 | 2021 | 2022 | 2023 |
| --------- | ---- | ---- | ---- | ---- | ---- | ---- | ---- | ---- | ---- | ---- |
| in Mio.   | 20,5 | 20,5 | 20,8 | 20,8 | 21,7 | 22,6 | 16,7 | 18,6 | 23,2 | 25,3 |

## Marktgebiet
Das Marktgebiet umfasst die Gemeinden Bäretswil, Bubikon, Dürnten, Egg, Erlenbach ZH, Fischenthal, Gossau ZH, Grüningen, Herrliberg, Hinwil, Hombrechtikon, Männedorf, Meilen, Mönchaltorf, Oetwil am See, Rapperswil-Jona, Rüti ZH, Seegräben, Stäfa, Uetikon am See, Uster, Wald ZH, Wetzikon.
Einzelne Buslinien der VZO bedienen auch Ortschaften ausserhalb des Marktgebiets.

## Linien
Die Verkehrsbetriebe Zürichsee und Oberland betreiben folgende Linien. Rote Nummern bedeuten, dass diese Linie Teil des Netzes der Stadtbusse Rapperswil-Jona ist. Die Nachtbuslinien sind mit gelben Nummern auf schwarzem Grund gekennzeichnet.
| Nummer | Startpunkt                     | Zielpunkt                      | Route                                                                                                   |
| ------ | ------------------------------ | ------------------------------ | --- |
| 811    | Uster, Bahnhof                 | Uster, Bahnhof                 | Uster, Bahnhof – Haberweid – Uster, Bahnhof (Rundkurs)                                                  |
| 812    | Uster, Bahnhof                 | Uster, Bahnhof                 | Uster, Bahnhof – Spital – Hegetsberg – Uster, Bahnhof (Rundkurs)                                        |
| 813    | Uster, Bahnhof                 | Uster, Nossikon                | Uster, Bahnhof – Stadtpark – Uster, Nossikon                                                            |
| 816    | Uster, Bahnhof                 | Uster, Pfannenstielstrasse     | Uster, Bahnhof – Niederuster – Uster, Pfannenstielstrasse                                               |
| 817    | Uster, Bahnhof                 | Uster, Schlyffi/See            | Uster, Bahnhof – Sonnenberg – Uster, Schlyffi/See                                                       |
| 818    | Uster, Bahnhof                 | Uster, Sportanlage             | Uster, Bahnhof – Spital – Weidli – Uster, Sportanlage                                                   |
| 842    | Uster, Bahnhof                 | Oetwil am See, Zentrum         | Uster, Bahnhof – Riedikon – Mönchaltorf – Esslingen – Oetwil am See, Zentrum                            |
| 845    | Uster, Bahnhof                 | Oetwil am See, Zentrum         | Uster, Bahnhof – Sulzbach – Bertschikon – Gossau – Grüningen – Oetwil am See, Zentrum                   |
| 846    | Uster, Bahnhof                 | Seegräben, Gemeindehaus        | Uster, Bahnhof – Seegräben, Gemeindehaus                                                                |
| 850    | Wetzikon, Bahnhof              | Bauma, Bahnhof                 | Wetzikon, Bahnhof – Kempten – Bäretswil – Adetswil – Bauma, Bahnhof                                     |
| 851    | Wetzikon, Bahnhof              | Adetswil, Sunneberg            | Wetzikon, Bahnhof – Kempten – Bäretswil – Adetswil, Sunneberg                                           |
| 852    | Wetzikon, Bahnhof              | Wetzikon, Bahnhof              | Wetzikon, Bahnhof – Zentrum – Robenhausen – Wetzikon, Bahnhof (Rundkurs)                                |
| 853    | Wetzikon, Bahnhof              | Wetzikon, Bahnhof              | Wetzikon, Bahnhof – Robenhausen – Zentrum – Wetzikon, Bahnhof (Rundkurs)                                |
| 854    | Rüti, Bahnhof                  | Bauma, Bahnhof                 | Rüti, Bahnhof – Wald – Gibswil – Fischenthal – Steg – Bauma, Bahnhof                                    |
| 856    | Wetzikon, Bahnhof              | Wetzikon, Kastellstrasse       | Wetzikon, Bahnhof – Widum – Wetzikon, Kastellstrasse                                                    |
| 857    | Wetzikon, Bahnhof              | Wetzikon, Zentrum              | Wetzikon, Bahnhof – Spital – Oberwetzikon – Wetzikon, Zentrum                                           |
| 858    | Wetzikon, Bahnhof              | Hittnau, Isikon                | Wetzikon, Bahnhof – Spital – Kempten – Auslikon – Hittnau                                               |
| 862    | Wetzikon, Bahnhof              | Wetzikon, Bahnhof              | Wetzikon, Bahnhof – Grüt – Gossau – Grüt – Wetzikon, Bahnhof (Rundkurs)                                 |
| 867    | Wetzikon, Bahnhof              | Oetwil am See, Zentrum         | Wetzikon, Bahnhof – Grüt – Ottikon/Gossau – Grüningen – Oetwil am See, Zentrum                          |
| 869    | Wetzikon, Bahnhof              | Hinwil, Bahnhof                | Wetzikon, Bahnhof – Industrie Hinwil – Hinwil, Bahnhof                                                  |
| 870    | Rüti, Bahnhof                  | Hinwil, Bahnhof                | Rüti, Bahnhof – Tann – Oberdürnten – Hadlikon – Hinwil, Bahnhof                                         |
| 871    | Hinwil, Bahnhof                | Hinwil, Bahnhof                | BUXI (Kofferwort aus Bus und Taxi) in der Gemeinde Hinwil                                               |
| 875    | Hinwil, Bahnhof                | Hinwil, Ringwil                | Hinwil, Bahnhof – Girenbad – Hinwil, Ringwil                                                            |
| 879    | Bubikon, Bahnhof               | Dürnten                        | BUXI (Kofferwort aus Bus und Taxi) in der Gemeinde Dürnten                                              |
| 880    | Rüti, Bahnhof                  | Stäfa, Frohberg                | Rüti, Bahnhof – Ritterhaus Bubikon – Bubikon – Wolfhausen – Hombrechtikon – Stäfa Frohberg              |
| 882    | Bubikon, Bahnhof               | Dürnten, J.-C. Heerstrasse     | Bubikon, Bahnhof – Dürnten – Oberdürnten – Breitenmatt – Dürnten, J.-C. Heerstrasse                     |
| 883    | Bubikon, Bahnhof               | Wetzikon, Bahnhof              | Bubikon, Bahnhof – Herschmettlen – Hellberg – Bahnhof Wetzikon                                          |
| 884    | Rüti, Bahnhof                  | Rüti, Bahnhof                  | Rüti, Bahnhof – Bandwies – Drei Eichen – Rüti, Bahnhof (Rundkurs)                                       |
| 885    | Rapperswil, Bahnhof            | Atzmännig, Schutt              | Rapperswil, Bahnhof – Kempraten – Rüti – Wald – Laupen – Goldingen – Atzmännig, Schutt                  |
| 888    | Rüti, Bahnhof                  | Rüti, Bahnhof                  | Rüti, Bahnhof – Seefeld – Bergacher – Moosstrasse – Rüti, Bahnhof (Rundkurs)                            |
| 888    | Rüti, Bahnhof                  | Ermenswil, Post                | Rüti, Bahnhof – Seefeld – Bergacher – Moosstrasse – Weier – Ermenswil, Post                             |
| 892    | Wald, Bahnhof                  | Wald, Faltigberg               | Wald, Bahnhof – Sonnenberg— Faltigberg                                                                  |
| 893    | Wald, Bahnhof                  | Wald, Bahnhof                  | Wald, Bahnhof – Farnboden – Ober-Feld – Wald, Bahnhof (Rundkurs)                                        |
| 921    | Meilen, Bahnhof                | Meilen, Eichholz               | Meilen, Bahnhof – Herrliberg-Feldmeilen, Bahnhof – Meilen, Eichholz                                     |
| 922    | Meilen, Bahnhof                | Meilen, Vorderer Pfannenstiel  | Meilen, Bahnhof – Hohenegg – Meilen, Vorderer Pfannenstiel                                              |
| 923    | Meilen, Bahnhof                | Meilen, Au                     | Meilen, Bahnhof – Obermeilen – Meilen, Au                                                               |
| 925    | Meilen, Bahnhof                | Stäfa, Bahnhof                 | Meilen, Bahnhof – Uetikon am See – Männedorf – Stäfa, Bahnhof                                           |
| 931    | Uetikon am See, Bahnhof        | Uetikon am See, Bergheim       | Uetikon am See, Bahnhof – Kleindorf – Uetikon am See, Bergheim                                          |
| 932    | Uetikon am See, Bahnhof        | Uetikon am See, Stötzli        | Uetikon am See, Bahnhof – Kleindorf – Uetikon am See, Stötzli                                           |
| 940    | Männedorf, Bahnhof             | Oetwil am See, Zentrum         | Männedorf, Bahnhof – Auf Dorf – Widenbad – Oetwil am See, Zentrum                                       |
| 950    | Stäfa, Bahnhof                 | Oetwil am See, Zentrum         | Stäfa, Bahnhof – Binz Nord/Süd – Oetwil am See, Zentrum                                                 |
| 951    | Stäfa, Bahnhof                 | Uerikon, Bahnhof               | Stäfa, Bahnhof – Laubisrüti – Uerikon, Bahnhof                                                          |
| 952    | Stäfa, Bahnhof                 | Uerikon, Bahnhof               | Stäfa, Bahnhof – Kehlhof – Uerikon, Bahnhof                                                             |
| 955    | Stäfa, Bahnhof                 | Hombrechtikon, Post            | Stäfa, Bahnhof – Laubisrüti— Uerikon – Hombrechtikon, Post                                              |
| 961    | Erlenbach, Bahnhof             | Erlenbach, Schützenhaus        | Erlenbach, Bahnhof – Im Vogelsang— Allmend – Erlenbach, Schützenhaus                                    |
| 962    | Erlenbach, Bahnhof             | Erlenbach, Im Streuli          | Erlenbach, Bahnhof – Schulhaus – Herrliberg, Holzwies – Erlenbach, Im Streuli                           |
| 970    | Hombrechtikon, Post            | Feldbach, Bahnhof              | Hombrechtikon, Post – Eichtal— Tobel – Feldbach, Bahnhof                                                |
| 972    | Herrliberg-Feldmeilen, Bahnhof | Herrliberg-Feldmeilen, Bahnhof | Herrliberg-Feldmeilen, Bahnhof – Felsenau – Vogtei – Herrliberg-Feldmeilen, Bahnhof                     |
| 973    | Herrliberg-Feldmeilen, Bahnhof | Herrliberg-Feldmeilen, Bahnhof | Herrliberg-Feldmeilen, Bahnhof – Gartenstrasse – Sportplatz – Holzwies – Herrliberg-Feldmeilen, Bahnhof |
| 974    | Herrliberg-Feldmeilen, Bahnhof | Wetzwil, Kirche                | Herrliberg-Feldmeilen, Bahnhof – Gartenstrasse – Harzerstrasse – Wetzwil, Kirche                        |
| 991    | Rapperswil, Bahnhof            | Jona, Bahnhof                  | Rapperswil, Bahnhof – Kinderzoo – Grünfeld – Jona, Bahnhof                                              |
| 992    | Rapperswil, Cityplatz          | Jona, Bahnhof                  | Rapperswil, Cityplatz – Grünfeld – Jona, Bahnhof                                                        |
| 993    | Rapperswil, Bahnhof            | Jona, Wendeplatz               | Rapperswil, Bahnhof – Cityplatz – Hanfländer – Jona, Wendeplatz                                         |
| 994    | Rapperswil, Bahnhof            | Jona, Bahnhof                  | Rapperswil, Bahnhof – Cityplatz – Kempraten – Schönau – Jona, Bahnhof                                   |
| 995    | Jona, Bahnhof                  | Jona, Buechstrasse Ost         | Jona, Bahnhof – Hummelberg – Erlen – Jona, Buechstrasse Ost                                             |
| 996    | Rapperswil, Bahnhof Süd        | Jona, Bahnhof                  | Rapperswil, Bahnhof Süd – Langrütistrasse – Fedlistrasse – Jona, Bahnhof                                |
| N81    | Uster, Bahnhof                 | Uster, Wageren                 | Uster – Niederuster – Sonnenberg – Haberweid – Spital– — Hegetsberg                                     |
| N84    | Uster, Bahnhof                 | Oetwil am See, Zentrum         | Uster – Oberuster – Nossikon – Riedikon – Mönchaltorf – Esslingen – Oetwil am See                       |
| N85    | Rüti ZH, Bahnhof               | Steg im Tösstal, Bahnhof       | Rüti ZH – Wald – Fischenthal – Steg im Tösstal                                                          |
| N86    | Wetzikon, Bahnhof              | Wolfhausen, Zinkereistrasse    | Wetzikon – Gossau – Grüningen – Hombrechtikon – Wolfhausen                                              |
| N87    | Wetzikon, Bahnhof              | Steg im Tösstal, Bahnhof       | Wetzikon – Kempten – Bäretswil – Adetswil – Bauma – Steg im Tösstal                                     |
| N88    | Wetzikon, Bahnhof              | Dürnten, J.-C.-Heerstrasse     | Wetzikon – Hinwil – Hadlikon – Dürnten – Tann – Breitenmatt                                             |
| N89    | Hinwil, Bahnhof                | Wetzikon, Bahnhof              | Hinwil – Wetzikon                                                                                       |
| N92    | Meilen, Bahnhof                | Stäfa, Binz                    | Meilen – Au – Uetikon – Auf Dorf – Stäfa Binz                                                           |
| N95    | Stäfa, Bahnhof                 | Bubikon, Dorf                  | Stäfa – Uerikon – Feldbach – Hombrechtikon – Wolfhausen – Bubikon                                       |